# Joaquim Vidal i Rigol
Joaquim Vidal i Rigol   (c. dècada del 1890 - 27 de març de 1961) fou un pilot i directiu de motociclisme català. Destacà en pujades de muntanya durant la dècada de 1920 i més tard s'especialitzà en les modalitats de resistència i velocitat. El 1933 fou subcampió de Catalunya en 500 cc i tercer en 350 cc. Disputà amb el seu fill Ernest (múltiple campió d'Espanya de velocitat durant les dècades de 1930 i 1940) algunes curses de regularitat i fou vicepresident de l'Associació de Corredors Motociclistes de Catalunya (1932).